# Johannes Baptista Bresselisij
Johannes Baptista Bresselisij (även skrivet Brisselesa eller Brizilesa), död efter 1616, var en italiensk militäringenjör, som verkade för den svenska militären.

## Biografi
Bresselisij dyker upp i handlingarna första gången i samband med Pontus de la Gardies fälttåg i Östersjöprovinserna. Han deltog under Kexholms erövring 1580 och stannade sedan kvar där som byggmästare. År 1581 kallades han till fälttrupperna där han blev kvar till 1584 och deltog då i erövringen av Narva, Ivangorod, Jama och Koporje. Därefter återvände han till Kexholm, där han troligen verkade fram till 1586. Då han 1599 erhöll en donation av gods i Uppland kallas han hovjunkare, men hans närmare tjänstgöringar kan inte avgöra förrän 1605, då han hade översikt över alla byggmästare runt om i Sverige. Detta uppdrag avbröts av kommenderingar och beskickningar, 1605 sändes han till Nöteborg, och 1608 till Nederländerna för att köpa kanoner och skickades även på uppdrag till Venedig. Under en kommendering i Finland kallas han kvartersmästare och ingenjör, och var därmed den förste i svensk militärtjänst att kallades ingenjör.[källa behövs] Under det svenska överrumplingsanfallet mot Ivangorod och det efterföljande fälttåget 1608–1609 följde han armén. Tanken var att han skulle fungera som generalkvartermästare, men återsändes dock efter en tid till Sverige av okänd anledning.
Bresselisij sändes 1611 som rådgivare till Jesper Matsson Krus som stod i begrepp att uppföra en skans vid Nya Lödöse. Använd både som militäringenjör och underhandlare var han mycket högt skattad av såväl Johan III, Karl IX och Gustav II Adolf. Bresselisij köpte 1605 ett stenhus på Skomakargatan i Stockholm. Han ägnade sig även åt måleri och uppbar 1591 ersättning för ett porträtt han målat av Gustav Vasa.